# Публий Рутилий Луп (претор)
Пу́блий Рути́лий Луп (лат. Publius Rutilius Lupus; умер после 48 года до н. э.) — римский политический деятель из знатного плебейского рода Рутилиев, народный трибун 56 года до н. э. и претор 49 года до н. э.

## Биография
Публий Рутилий принадлежал к незнатному плебейскому роду. Его отцом предположительно был консул 90 года до н. э. того же имени, погибший во время Союзнической войны.
Существует предположение, что в самом начале карьеры Публий был квестором в Сицилии. В 56 году до н. э. он занимал должность народного трибуна. В этом качестве Луп выступал против аграрного закона Гая Юлия Цезаря и поддерживал предложение направить Гнея Помпея Великого в Египет для восстановления на престоле Птолемея Авлета. В 49 году до н. э. он был претором. Именно тогда началась гражданская война между Цезарем и Помпеем, и Публий последовал за последним на Балканы. Там он был назначен наместником Греции с полномочиями пропретора; его задачей было, в частности, укрепить Истм. После этого Луп не упоминается в источниках.
Сыном Публия мог быть римлянин того же имени, упомянутый среди наследников Гая Цестия Эпулона на фундаменте статуи (это изваяние Цестия поставили у Остийской дороги на средства, вырученные от продажи атталийских покрывал). Авторы британской «Энциклопедии» 1911 года издания отождествляют сына претора 49 года до н. э. с известным учителем риторики времён правления императора Тиберия, упомянутого Овидием в числе прочих римских поэтов.